# Миссиссога
Миссиссо́га (англ. Mississauga /ˌmɪ.sɪˈsɔːɡə/, /ˌmɪsəˈsɑːgə/) — город в Канаде, в провинции Онтарио, с населением 713 443 человек, согласно переписи 2011 года. Шестой по величине город Канады. Расположен в районе Пил, в составе Большого Торонто.

## Название
Название перекочевало в английский язык из французского Mississague. Топоним Миссиссога происходит от этнонима коренных индейцев миссиссогов. Название с языка оджибве Misi-zaagiing переводится как «[Те, кто живут у] устья Великой реки». Реку называли Misswezahging — «река многих устий».
В просторечии название города произносится усечённо Сога (англ. Sauga /ˈsɒ.ɡə/).

## Население
Население Миссиссоги почти удвоилось в течение последних двух десятилетий. Город рос самыми быстрыми темпами в Канаде (на 89 500 человек между переписями населения 1986 и 1991 годов; 80 994 — между 1991 и 1996 годами, то есть увеличение составило 17,5 %). С 2001 по 2006 год население выросло на 9,1 %. Из 713,4 тыс.чел. (перепись 2011 г.) европейское происхождение имели 45,8 % (в том числе итальянское 46 тыс., польское 44 тыс., португальское 35 тыс.). Много выходцев из Азии — 311 тыс.- 43,9 % (больше всего индийцев 107 тыс., китайцев 60,7 тыс., филиппинцев 42,5 тыс., пакистанцев 27 тыс., арабов 25 тыс.).

## География и климат
| Показатель                      | Янв.  | Фев.  | Март  | Апр.  | Май  | Июнь | Июль | Авг. | Сен. | Окт. | Нояб. | Дек.  | Год   |
| ------------------------------- | ----- | ----- | ----- | ----- | ---- | ---- | ---- | ---- | ---- | ---- | ----- | ----- | ----- |
| Абсолютный максимум, °C         | 17,6  | 17,7  | 26,0  | 31,1  | 34,4 | 36,7 | 37,6 | 38,3 | 36,7 | 31,6 | 25,0  | 20,0  | 38,3  |
| Средний суточный максимум, °C   | −1,5  | −0,4  | 4,6   | 12,2  | 18,8 | 24,2 | 27,1 | 26,0 | 21,6 | 14,3 | 7,6   | 1,4   | 13,0  |
| Средняя температура, °C         | −5,5  | −4,5  | 0,1   | 7,1   | 13,1 | 18,6 | 21,5 | 20,6 | 16,2 | 9,5  | 3,7   | −2,2  | 8,2   |
| Средний суточный минимум, °C    | −9,4  | −8,7  | −4,5  | 1,9   | 7,4  | 13,0 | 15,8 | 15,1 | 10,8 | 4,6  | −0,2  | −5,8  | 3,3   |
| Абсолютный минимум, °C          | −31,3 | −31,1 | −28,9 | −17,2 | −5,6 | 0,6  | 3,9  | 1,1  | −3,9 | −8,3 | −18,3 | −31,1 | −31,3 |
| Норма осадков, мм               | 51,8  | 47,7  | 49,8  | 68,5  | 74,3 | 71,5 | 75,7 | 78,1 | 74,5 | 61,1 | 75,1  | 57,9  | 785,9 |
| Источник: climate.weather.gc.ca |       |       |       |       |      |      |      |      |      |      |       |       |       |

## География
Миссиссога занимает 288,42 квадратного километра (110 кв. миль) земли и 13 километров (8,1 миль) берега озера Онтарио.
- Карта Миссиссоги, включая окрестности и транспортные коридоры
- Вид улицы Хюронтарио от соседней улицы Дандас

## Транспорт
В городе строится линия лёгкого метро (скоростного трамвая) Hurontario LRT, соединяющая город с соседним Брамптоном, которая планируется к завершению в 2014 г.

## Интересные факты
В 2006 году проведён международный архитектурно-проектный конкурс на строительство 50-этажных башен-кондоминиума Absolute World, которые были построены в 2010—2012 годах и стали символом города. С 1978 года город не заимствует денег у государства. В городе есть 7 основных шоссе, соединяющих важные объекты Канады и США, среди которых международный аэропорт Пирсон (Toronto Pearson International Airport). Миссиссога также известна одним из самых больших корпоративных и финансовых центров в Канаде со штаб-квартирами канадских филиалов многих международных компаний (Microsoft, Pepsico, General Electric, Wal Mart, а также других компании из списка Fortune 500).

## Города-побратимы
Миссиссога является городом-побратимом следующих городов:
- Кария, префектура Айти, Япония (1981)